# 루나 글로브
루나 글로브(Luna-Glob, 러시아어: Луна-Глоб)는 러시아 연방 우주국과 완전 로봇식 달 기지 건설을 목표로 하는 달 탐사 프로그램이다. 완료되면 프로그램은 오렐(Orel)이라는 유인 궤도 우주선을 시작으로 유인 달 탐사를 계속할 것이다.
이 프로그램은 1997년으로 거슬러 올라가는 계획을 기반으로 한다. 그러나 1998년 러시아 금융 위기로 인해 프로그램의 첫 번째 임무인 루나 25호 착륙선이 보류 되었고 몇 년 후에야 부활했다. 처음에는 2012년 소유즈-2호 로켓에 의해 발사될 예정이었지만, 첫 번째 임무는 처음에는 2014년, 그 다음에는 2015년, 2016년, 2018년, 2019년으로 여러 번 연기되었다. 러시아의 연방 우주국은 2017년에 루나 25호 착륙선의 모델을 승인했다.
2022년 9월 루나 25호는 2023년, 루나 26호는 2024년, 루나 27호는 2025년, 루나 28호는 2027~2028년, 루나 29호는 2028년, 루나 30호와 루나 31호는 2030년에 발사될 예정이다.